# Људска кожа
Људска кожа је највећи и најтежи орган људског тела. Површина коже је 2м², док је маса 3 килограма код жена и 5 килограма код мушкараца.

## Слојеви људске коже
Према конвенцији, кожу можемо сврстати на дебелу и танку, то зависи од њеног епидерма. Најдељи део коже се налази на длановима руке и пете док најтањи део коже се налази у нивоу капака.
Слојеви коже су: покожица (епидермис), дермоепидермални слој (крзно, дермис), поткожно ткиво (хиподермис).

## Хемијски састав људске коже
Кожа се састоји од:
1. 70% воде (која је неправилно распоређена)
2. 27% протеина  (аминокиселина)
3. 2% липида
4. 0,5% дијететских минерала

## Функције коже
Главне функције коже су:
- Баријера између спољашњег света и унутрашњих органа. То су углавном сунце, хладноћа, вода, инфекције).
- Кожа врши терморегулацију телесне температуре као и сантезу витамина Д.
- Комуникација са спољашњим светом путем рецептора који су осетљиви на додир и притисак.